# Le Sanglier de bronze
Le Sanglier de bronze (en danois : Metalsvinet) est un conte de Hans Christian Andersen écrit en 1839.

## Histoire
Ce conte allégorique paraît d'abord dans le volume du récit de voyage en Orient : Le Bazar d'un poète publié en 1841 à la suite d'un voyage de l'écrivain en Grèce et à Constantinople. Dans ce même volume figurent deux autres contes : Le Pacte d'amitié et Ole Ferme l'œil. Andersen a ensuite remis ces trois contes dans leur ordre chronologique lors de l'édition danoise de l'ensemble de ses contes. 
L'écrivain s'est inspiré d'une fontaine représentant un sanglier qui crache l'eau, située à la Loggia del Mercato Nuovo de Florence, qu'il a vue pour la première fois lors d'un voyage en Italie en 1833-1834. En 1840, lors de son deuxième voyage à Florence, Andersen combine son conte avec l'histoire du peintre danois Bendz (Wilhelm Ferdinand Bendz, Odense 1804, Vicence 1832), qui est mort à Vicence peu avant sa première visite en Italie. 

« Dans la porta rossa, en face de la colonnade, se trouve un magnifique sanglier de bronze, l'eau lui sort de la bouche et c'est comique de voir les gens qui semblent embrasser le sanglier quand ils veulent boire. Il a le groin et l'oreille tout polis à force d'être pris avec les mains. Le même, en marbre, est dans le vestibule du musée. »

Andersen a également traité le thème de l'enfance malheureuse dans un conte bien plus sombre : La Petite Fille aux allumettes.

## Le récit
Dans la ville de Florence non loin de la piazza del granduca... se trouve un sanglier de métal qui sert aussi de fontaine. Une nuit, un petit garçon beau, rieur, qui pourrait être l'image de l'Italie et qui pourtant souffrait, mendie dans les jardins du grand duc où personne ne lui donne un sou.
La nuit tombant, l'enfant vient se réfugier dans la ruelle de la porta rossa, à côté du sanglier de bronze où il trouve quelques marrons et des feuilles de salades. L'enfant s'endort sur le dos du sanglier, mais à minuit, la sculpture s'anime et se met à courir avec l'enfant sur le dos. Il entre au palais des offices où se trouvent de magnifiques peintures, et il s'arrête devant l'œuvre d'Agnolo Bronzino représentant d'aimables enfants.
C'est là que le sanglier explique au garçon comment ils dépendent l'un de l'autre : le sanglier a sauvé l'enfant du froid, mais si le garçon quitte le sanglier, l'animal meurt. Ainsi ils sont liés par un même besoin : celui de vivre et d'admirer les beautés de la ville pendant toute la nuit. Simplement, le sanglier ne peut entrer dans les églises. Il n'observera les peintures que par la porte ouverte à deux battants.
Les deux amis se rendent à l'église Santa Croce où se trouve la tombe de Galilée, et pendant toute la nuit ils se promènent dans la ville, découvrant des merveilles. Mais au matin, l'enfant se souvient que sa mère l'attend. Revenu rue porta rossa, le sanglier a retrouvé sa rigidité, l'enfant retourne chez sa mère qui se fâche parce qu'il ne rapporte rien (elle l'avait envoyé mendier pour cela). Elle s'apprête à le battre quand surgit une voisine, ce qui laisse le temps au gamin de s'enfuir. 
Toujours tiraillé par la faim et la soif, il finit par s'endormir dans un recoin d'où il est tiré par un vieil homme qui le ramène chez lui. Le vieux est gantier. Sa femme décide d'apprendre le métier à l'enfant qui ne veut en aucun cas retourner chez sa mère.
Un matin, un jeune peintre se présente chez le gantier  avec une très encombrante boite de couleurs. La femme du gantier demande au garçon d'aider le peintre à la porter. C'est ainsi qu'il se retrouve au musée des offices, devant le tableau de Bronzino qu'il a tant aimé.
Ainsi l'apprenti gantier apprend-il peu à peu à peindre. Il devient lui-même un grand peintre que l'on expose à côté de Bronzino et dont le plus beau dessin représente le sanglier de bronze, avec un enfant. Ce tableau-là se trouve, à la fin, accroché quelque part avec un ruban noir : le jeune artiste vient de mourir (allusion à la mort de Wilhelm Ferdinand Bendz).